# جاي بي رودريغوس
جاي بي رودريغوس (بالإنجليزية: J. P. Rodrigues)‏ هو لاعب كرة قدم أمريكي وغياني في مركز الدفاع، ولد في 29 ديسمبر 1983 في تامبا في الولايات المتحدة. شارك مع منتخب غيانا لكرة القدم. أما مع النوادي، فقد لعب مع تامبا باي راوديز ودي.سي. يونايتد وميلواكي وايف.

## وصلات خارجية
- جاي بي رودريغوس على موقع قاعدة بيانات كرة القدم.إي يو (الإنجليزية)
- جاي بي رودريغوس على موقع ناشيونال فوتبول تيمز (الإنجليزية)
- جاي بي رودريغوس على موقع Soccerway.com (الإنجليزية)